# Rick Grimes
Rick Grimes je fiktivní postava z černobílého komiksu Živí mrtví. Vytvořili ho Robert Kirkman a Tony Moore, postava debutovala v prvním, debutovém dílu Živí mrtví v roce 2003. Grimes je zástupce šerifa v malém městečku, který se z kómatu probudí v nemocnici a zjistí, že svět je zaplněn zombie. Snaží se najít svou ženu Lori a syna Carla, později se stane vůdcem skupiny přeživších. V komiksové sérii je to nejdéle žijící přeživší, společně se svým synem Carlem Grimesem, přítelkyní a partnerkou Michonne.
Později se celý komiksový svět mění a nové komunity a civilizace se znovu objevují a z Ricka se stává ikona nového světa který předává hodnoty svému synovi.
Rick Grimes je popisován jako rozhodný a zvláštní muž, který klade důraz na morální kodexy a hodnoty. I když ze začátku roli vůdce nepřijímal tak se s ní nakonec zžil.